# Wisbech
Wisbech je město v hrabství Cambridgeshire v Anglii. V roce 2010 zde žilo 21 010 obyvatel. Partnerským městem je Arles ve Francii.